# متلازمة جوردان
متلازمة جوردان أو الإعاقة الذهنية المرتبطة بجين PPP2R5D اضطراب عصبي تطوري جسدي سائد نادر ينتج عن طفرات دي نوفو في جين PPP2R5D. تتميز المتلازمة بنقص التوتر العضلي والإعاقة الذهنية وضخامة الرأس. يمكن أن يعاني الأطفال المصابون بمتلازمة جوردان أيضًا من الصرع أو يحققون معايير تشخيص اضطراب طيف التوحد.

## العلامات والأعراض
لم تُحدد أعراض متلازمة جوردان رسميًا ولكنها تظهر عادة في مرحلة الطفولة المبكرة على هيئة تأخر نمو شامل يتراوح بين الخفيف والشديد ويترافق بإعاقة ذهنية، وعادة ما تشمل هذه الإعاقة تأخرًا في النطق وإعاقة لغوية. يحقق المصابون معايير تشخيص اضطراب طيف التوحد بعضها أو كلها وذلك بسبب الأعراض المتعلقة بالنمو المشتركة بين المتلازمة وطيف التوحد. تشمل الملاحظات السريرية الأولية ضخامة الرأس ونقص التوتر والصرع وتشوهات العيون وملامح الوجه المشوهة. قد يكشف التصوير بالرنين المغناطيسي أيضًا عن تضخم في الدماغ أو عيوب في البطينات أو المادة البيضاء. قد يعاني الأفراد المصابون بمتلازمة جوردان أيضًا من تشوهات في الهيكل العظمي أو القلب أو الغدد الصماء أو الأعضاء التناسلية. يمكن أن تُسبب بعض طفرات متلازمة جوردان ظهورًا مبكرًا لداء باركنسون بين سن 20-40.

## الوراثة
تحدث جميع حالات متلازمة جوردان بسبب الطفرات النقطية المغلطة في PPP2R5D، والتي تُشفر وحدة فرعية من إنزيم PP2A. حُدد ما لا يقل عن 8 طفرات مختلفة ممرضة وهي: E197K وE198K وE200K وE420K وP201R وW207R وQ211P وP53S.
يُشخص المرضى بمتلازمة جوردان حصرًا عند اكتشاف أحد الأنواع الممرضة من PPP2R5D عن طريق الفحص الجيني. اعتبارًا من 2019، أُبلغ عما لا يقل عن 23 فردًا مصابًا بمتلازمة جوردان.

## الآليات
الآليات الجزيئية الكامنة وراء متلازمة جوردان غير معروفة. بصورة عامة، يرتبط خلل PP2A بأمراض أخرى مثل داء ألزهايمر وداء باركنسون والسرطان. أشارت الدراسات التي أجريت على أنواع محددة مسببة لمتلازمة جوردان مثل E420K إلى تورط خلل تنظيم مسار PI3K/AKT/mTOR في إحداث متلازمة جوردان.

## التشخيص
تُشخص متلازمة جوردان من خلال الاختبارات الجينية الجزيئية وأكثرها استخدامًا تسلسل إكسوم.

## البحث
سُميت الإعاقة الذهنية المرتبطة بجين PPP2R5D باسم «متلازمة جوردان» نسبة إلى جوردان لانغ، الذي شُخص عن طريق تسلسل إكسوم الكامل في 2014. أسس والدا لانغ المنظمة الخيرية «ملائكة جوردان الحارسة» لربط عائلات الأفراد المصابين بمتلازمة جوردان. تمول المؤسسة أيضًا أبحاث PPP2R5D، التي تغطي أنظمة نموذجية متنوعة بدءًا من الألبكة وذباب الفاكهة إلى الخلايا الجذعية متعددة القدرات المستحثة المُستخلصة من المرضى. ينتمي عشرة محققين رئيسيين إلى المؤسسة وهم:
- ويندي تشونغ (جامعة كولومبيا)
- كايل فينك (جامعة كاليفورنيا، دافيس)[12]
- ريتشارد هونكانين (جامعة جنوب ألاباما)
- فيرل يانسنز (جامعة لوفان الكاثوليكية)
- غيداء ميرزا (مستشفى سياتل للأطفال)
- جان نولتا (جامعة كاليفورنيا، دافيس)[12]
- ستيفان ستراك (جامعة آيوا)
- بريان وادزينسكي (جامعة فاندربيلت)[13]
- هوهوي شيا (جامعة روتشستر)
- يونغنا شينغ (مختبر مكاردل)